# Gonoplectus pococki
Gonoplectus pococki är en mångfotingart som beskrevs av Demange 1961. Gonoplectus pococki ingår i släktet Gonoplectus och familjen Harpagophoridae. Inga underarter finns listade i Catalogue of Life.